# Régis Messac
Gilbert Régis Antoine Messac (geboren am 2. August 1893 in Champagnac, Département Charente-Maritime; gestorben 1945 im KZ Groß-Rosen oder im KZ Mittelbau-Dora) war ein französischer Essayist, Lyriker und Romancier.

## Leben
Messac, der aus einer Lehrerfamilie stammte, wuchs in Léoville, Castellane und Versailles auf und besuchte das Lycée Condorcet in Paris. 1914 wurde er zum Militärdienst eingezogen und erlitt im gleichen Jahr eine Kopfverletzung. 1919 wurde er demobilisiert. Seine durch die Kriegserlebnisse bestärkte pazifistische Haltung dokumentierte sich in zwei autobiografischen Romanen Le Voyage de Néania (1926) und Ordre de transport (unveröffentlicht), dem Theaterstück Phobie du bleu (1931), der Streitschrift Le Pourboire du sang (unveröffentlicht) und seiner als Poèmes guerriers 1929 erschienenen Antikriegslyrik.
1922 absolvierte er die Agrégation, war anschließend Lehrer in Auch, dann Französischdozent an der Universität Glasgow und ab 1924 an der Universität Montreal. Über seine Zeit in Montreal schrieb er die Satire Smith Conundrum, roman d'une université américaine, einen der ersten Campusromane. 1929 kehrte er nach Frankreich zurück, unterrichtete am Lycée von Montpellier und promovierte mit einer Arbeit über die Beziehung von Detektivroman und Wissenschaft, 1930 folgte eine weitere Arbeit über den Einfluss der französischen Literatur auf Edgar Allan Poe. Er war einer der ersten, der sich akademisch mit Populärliteratur befasste, insbesondere auch mit Science-Fiction.
Er beließ es aber nicht dabei, sich theoretisch mit utopischer Literatur zu befassen, sondern wurde mit Quinzinzinzili (1935) zu einem der Pioniere der modernen französischen Science-Fiction. Quinzinzinzili ist ein früher Vertreter des postapokalyptischen Romans, in dem ein Krieg fast die gesamte Menschheit ausgelöscht hat und die wenigen Überlebenden im Untergrund eine neue Gesellschaft mit alten Fehlern aufbauen, unter anderem einem Kult um die Gottheit Quinzinzinzili. In La Cité des asphyxiés (1937) findet sich ein Zeitreisender in einer fernen Zukunft, in der die Atemluft an der Erdoberfläche nicht mehr ausreichend ist und in den Untergrundstädten zu Wucherpreisen gehandelt wird.
Messac heiratete 1920 und hatte bei Beginn des Zweiten Weltkriegs drei Kinder darunter Ralph Messac, weshalb er der Einberufung entging. Als Pazifist und Sozialist, Verfasser des Pamphlets Pot-pourri fantôme und des auf Veranlassung der deutschen Besatzer eingestampften Romans Smith Conendrum war Messac an sich politisch auffällig und anstößig. Zudem trat er in den Widerstand ein und half jungen Leuten, die sich der Zwangsarbeit entziehen wollten. Am 10. Mai 1943 wurde er verhaftet, kam zunächst in das Gefängnis von Fresnes, dann in das KZ Natzweiler-Struthof im Elsass und dann nach Deutschland, wo er 1945 entweder im KZ Groß-Rosen oder im KZ Mittelbau-Dora ermordet wurde.
Postum wurde er mit dem Croix de guerre, der Légion d’honneur und dem Rang eines Unterleutnants geehrt – insbesondere letztere Auszeichnung wenig passend für einen ausgewiesenen Pazifisten, der zeit seines Militärdienstes sich bemühte, seine Untauglichkeit zu maximieren.

## Bibliografie
Romane und Erzählungen
- Le Voyage de Néania à travers la guerre et la paix (1926)
- Quinzinzinzili (1935)
- La Cité des asphyxiés (1937)
- Valcrétin (1973)
- Musique arachnéenne (1934)
- Le Miroir flexible (1933)
- Smith Conundrum, roman d'une université américaine (1942)
- Pot-pourri fantôme (1942)
- Roman policier, fragment d'histoire (2009)
- La Crise, chronique éditoriale, 1930-1939 (2013)

Aufsätze und Essays
- Le « Detective Novel » et l'influence de la pensée scientifique (1929)
- Influences française dans l'œuvre d'Edgar Poe (1929)
- À bas le latin ! (1933)
- Micromégas (1936)
- Brève histoire des hommes (1939)
- Esquisse d'une chronobibliographie des Utopies (1940)
- La Révolution culturelle (1938)
- Les Romans de l’homme-singe (1935)
- Les Premières Utopies (Éditions ex nihilo, 2009)

Lyrik
- Poèmes guerriers (1929)

Briefe
- Lettres de prison (1943)

### Übersetzungen
David H. Keller
- Les Mains et la machine (Stenographer's Hands, 1928), 1932
- La Nourrice automatique (The Psychophonic Nurse, 1928), 1936
- La Guerre du lierre (The Ivy War, 1930), 1936
- Pourquoi ? (The Question), 1937
- Le Fou du ciel (The Flying Fool), 1937
- La Lune de miel perpétuelle (Life Everlasting), 1938
- Le Duel sans fin (The Eternal Conflict), 1939

Fitz-James O’Brien
- Animula (The Diamonds Lens), 1931
- L’Histoire du dragon Fang, 1935

Max Nettlau
- Esquisse d'histoire des Utopies (Esbozo de historia de las Utopias, 1934), 1936–1938

Jack London
- Ce que la vie signifie pour moi (What Life Means to Me, 1905), 1939